# Jasienin Mały
Jasienin Mały – wieś w Polsce położona w województwie łódzkim, w powiecie brzezińskim, w gminie Jeżów.
W latach 1975–1998 miejscowość administracyjnie należała do województwa skierniewickiego.